# (9712) Nauplios
(9712) Nauplios, désignation internationale (9712) Nauplius, est un astéroïde troyen jovien.

## Description
(9712) Nauplios est un astéroïde troyen jovien, camp grec, c'est-à-dire situé au point de Lagrange L4 du système Soleil-Jupiter. Il présente une orbite caractérisée par un demi-grand axe de 5,231 UA, une excentricité de 0,127 et une inclinaison de 8,5° par rapport à l'écliptique.
Il est nommé en référence au personnage de la mythologie grecque Nauplios, acteur du conflit légendaire de la guerre de Troie.